# Cournonterral
Cournonterral é uma comuna francesa na região administrativa de Occitânia, no departamento de Hérault. Estende-se por uma área de 28,62 km². Em 2010 a comuna tinha 6 346 habitantes (densidade: 221,7 hab./km²).